# Crow Creek-massakren
Crow Creek-massakren (engelsk: Crow Creek massacre) var en præ-columbiansk massakre på mindst 486 indianske byboere i det centrale South Dakota engang mellem ca. 1325 og 1350.:227  Den var den største arkæologisk afdækkede massakre i Nordamerika, da massegraven med ofrene blev fundet i 1978.:2  Massakren har navn efter fundstedet ved Crow Creek i Crow Creek Sioux Indian Reservation, ca. 15 kilometer nord for Chamberlain.:1 
Ofrene blev efterladt på jorden efter massakren udført af uidentificerede angribere og først mange dage senere placeret oven på hinanden i en dyb forsvarsgrøft foran byen og begravet.:227  I forbindelse med massakren blev mange af byens jordhytter stukket i brand og også dele af en palisade omkring den ældste bydel.:108 
Crow Creek-massakren knytter sig til andre massakrer på indianerbyer på prærien opdaget af arkæologer. Wright Site (25NC3) i Nebraska var scene for en 1600-tals massakre på omkring 50 mennesker, der alle døde tæt ved udgangen af en brændt hytte. Udgravninger i Larson Site (39WW2) i South Dakota afslørede skeletterne af over 70 mennesker i tre jordhytter, der alle var blevet antændt under eller efter massakren udført engang før 1750.:94 

## Byen ved Crow Creek
Engang før 1325 byggede caddoansk-talende:153  indianere en by med omkring 40 jordhytter yderst på spidsen af et plateau, der rejser sig på østsiden af Missouri River i Buffalo County, South Dakota.:8  Hytterne var næsten kvadratiske med afrundede hjørner.:12  Skrænter ned mod to sammenstødende vandløb, Crow Creek og Wolf Creek, henholdsvis sydøst og nordvest for byen vanskeliggjorde direkte angreb på byen fra tre af siderne. For at beskytte den åbne byside ud mod plateauet gravede indbyggerne selv en forsvarsgrøft og byggede tillige en palisade med bastioner.:230 
Efter en senere udvidelse af byen med 12 huse bygget længere inde på plateauet erstattede indbyggerne den gamle forsvarsgrøft med en ny og 381 meter lang:228  grøft med 10 bastioner fra skrænt til skrænt i hele plateauets bredde.:13  Grøften var måske tre meter bred og over halvanden meter dyb,:28  men ingen palisade beskyttede byen.:13 
Der boede fra 750 til måske over 900 mennesker i byen omkring tiden for angrebet.:91  De levede af jagt, dyrkede lidt majs og squash, tog muslinger i vandløbene og indsamlede, hvad den vilde plantevækst tilbød.:14  En stor del af indbyggerne var mærket af sygdomme som følge af underernæring: Langvarig blodmangel, skørbug:218  og hæmmet vækst.:106  Mange havde huller i tænderne, der også hyppigt var mærket af slitage.:258  Mindst to af indbyggerne var vansiret af ujævnt helede sår på kraniet efter tidligere at have overlevet et angreb og en følgende skalpering.:113 

## Fundet af massegraven
Allerede i 1950'erne havde den 7,3 hektar:227  store Crow Creek Site (39BF11) været genstand for arkæologiske undersøgelser,:8  da et tilfældigt fund af en knoglehånd førte til nye udgravninger i 1978. De afslørede massegraven i den nordvestligste ende af forsvarsgrøften med de sammenblandede skeletter af mindst 486 mænd og kvinder,:1  voksne som småbørn, der lå samlet i to bunker i forskellig dybde.:234  Bunken med flest knogler og kranier var halvanden meter høj på det højeste sted.:265  Arkæologerne fandt også et lille antal små og større benstumper andre steder i byen, f.eks. stykker af kranier i seks stolpehuller efter fjernede palisadepæle ved den oprindelige forsvarsgrøft.:240 

## Fortolkning af de arkæologiske fund
Straks ved bygningen af Crow Creek følte byens grundlæggere et stærkt behov for at kunne forsvare deres nye hjem. Trussel-billedet ændrede sig dog for en tid, og indbyggerne begyndte at bruge den første forsvarsgrøft som et sted at skille sig af med kasserede ting og sager. Byen blev senere udvidet med 12 jordhytter udenfor grøften, og omkring dette tidspunkt frygtede byboerne igen for deres eksistens. De gravede en ny og endnu længere forsvarsgrøft, så de nybyggede hytter lå i sikkerhed bag den. Flere pæle fra den gamle palisade blev taget op og efterlod huller i jorden, men før de blev genbrugt i en ny, fremskudt palisade løb fjendtlige indianere bebyggelsen over ende, akkurat da byen stod delvist ubeskyttet.:107 
Mere end  halvdelen af byens befolkning mistede livet i den følgende kamp på både bue og pil:193  og slagvåben.:203  Nogle indbyggere undslap sikkert massakren, mens andre overlevende – især unge kvinder – nok endte med at blive ført bort som fanger.:265  Angriberne skalperede ni ud af ti ofre, og de lemlæstede mange af ligene på forskellige måder.:266  De fleste dræbte blev efterladt på jorden, hvor de var faldet.
Mange dage gik før venligsindede folk (eller nogle af de overlevende fra massakren) fandt ligene, placerede dem i den ene ende af forsvarsgrøften og dækkede hullet til.:237  Da havde ligene ligget så længe, at kødædende dyr som f.eks. byens hunde eller ulve havde gnavet i flere af dem.:161 

## Spekulationer om baggrunden for massakren
En periode med generelt dårlige betingelser for at mætte en befolkning ved jagt, små-agerbrug og indsamling af vilde bær og frugter førte til en truende sultkatastrofe i dele af South Dakota. Det kan eventuelt have drejet sig om langvarig tørke,:216  eller måske har overbefolkning:218  været grunden til fødevare-manglen i området. Resultatet var sammenstød mellem forskellige bygrupper over adgangen til landsdelens dyrkbare arealer.:110 

## Ofrene – atter begravet ved Crow Creek
De 17.380 skeletdele:33  fra massakrens ofre blev udgravet i august 1978. University of South Dakota stod for undersøgelsen af fundene frem til maj 1979. Efter samtaler mellem de involverede arkæologer, Corps of Engineers og Crow Creek Sioux Tribal Council kom man til enighed om, at ofrene skulle tilbage til Crow Creek Site.:227  Det skete i august 1981, hvor knoglerne blev lagt ned i seks cementkrypter støbt i en tidligere arkæologisk udgravning på stedet og dækket til under udførelse af både kristne og traditionelle ceremonier.:xviii 